# Terapia de artes marciais
A expressão terapia de artes marciais se refere ao uso de artes marciais como uma terapia alternativa ou complementar de uma desordem médica, a qual pode incluir distúrbios do corpo ou da mente. Por exemploː a terapia pode promover o equilíbrio cinestésico em idosos ou deficientes através do tai chi chuan, ou reduzir a agressividade em populações específicas.

## Descrição
Embora tratamentos já convencionais, tais como levantamento de peso e psicoterapia, possam proporcionar benefícios significativos, as terapias das artes marciais têm características específicas que as diferenciam de outras terapias. Por exemploː para crianças com baixa autoestima, esta terapia pode, simultaneamente, aprimorar áreas como as habilidades de autodefesa (defesa contra o bullying físico), o condicionamento físico, a capacidade de administrar situações de estresse físico ou mental, e a autoconfiança. Estes resultados podem ser obtidos por meio da prática de diversas técnicas das artes marciais, tais comoː quebrar tábuas (Tameshiwari), realizar sequências de movimentos marciais (kata, kati, pumsae) ou praticar meditação.

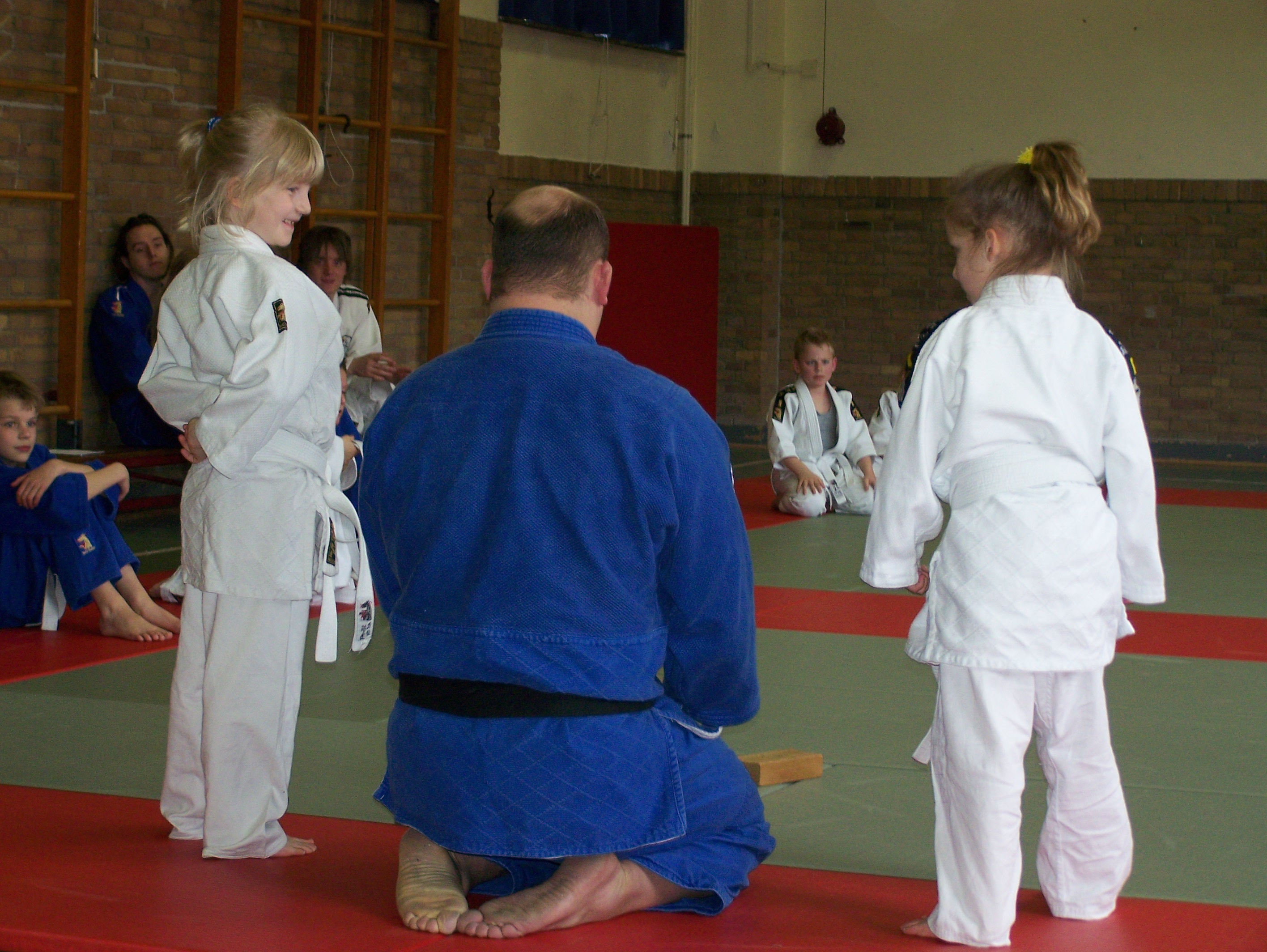
Crianças praticando judôː supõe-se que a prática de artes marciais possa ajudar as pessoas a aprender a controlar sua própria agressividade